# メロディ・フェア
「メロディ・フェア」(Melody Fair) は、イギリス出身の3人グループ、ビージーズが発表した曲。ビージーズのメンバーであるバリー・ギブ、ロビン・ギブ、モーリス・ギブが制作した。

## 解説
ビージーズが1969年に発表した4作目のアルバム『オデッサ』に収録された。シングルカットされず、同アルバムからは「若葉のころ」のみがシングルとなった。
1971年のイギリス映画『小さな恋のメロディ』で主題歌として起用されると、映画ともども日本で話題となる。1971年5月に日本のみで「若葉のころ」とカップリングでシングルカットされ、オリコンチャートで3位を記録する大ヒットとなった。
本楽曲は日本で長く愛聴され、1990年代後半にスズキ・アルトのCMで使用されて再度シングルが発売され、楽譜も多く販売されている。

## カヴァー
- ルル （スコットランドの歌手） - 1970年のアルバム『Melody Fair』に収録[2]。
- 南沙織 - 1971年のアルバム『潮風のメロディ』に収録。邦題「小さな恋のメロディ」[3]。
- ヤング101 - NHK総合テレビの音楽番組『ステージ101』のアルバム『怪獣のバラード』（1972年）に収録。メンバーの井口典子、西玲子、豊田礼子、伊藤三礼子の共演。増永直子による日本語訳詞。
- 桜田淳子 - 1974年のアルバム『グランド・デラックス』に「小さな恋のメロディ」として収録。山上路夫の日本語訳詩。
- BEGIN （日本のバンド） - 1998年のシングル「未来の君へ」のカップリングとして収録。
- クレモンティーヌ （おもに日本で活動するフランス人歌手） - 2006年のアルバム『ルミエール』に収録[4]。
- THE ALFEE - 2015年のライブ・アルバム『デビュー40周年 スペシャルコンサート at 日本武道館』に収録。